# Pulo Loih
Pulo Loih is een bestuurslaag in het regentschap Pidie van de provincie Atjeh, Indonesië. Pulo Loih telt 1554 inwoners (volkstelling 2010).